# Бурбано, Хуан Карлос
Хуан Карлос Бурбано (исп. Juan Carlos Burbano de Lara Torres; 15 февраля 1969, Кито, Эквадор) — эквадорский футболист, выступавший на позиции полузащитника за национальную сборную Эквадора и целый ряд клубов.

## Клубная карьера
Во взрослом футболе дебютировал в 1988 году выступлениями за команду клуба «Универсидад Католика» (Кито), в которой провел три сезона.
В течение 1992—1993 годов защищал цвета команды клуба «Депортиво Кито».
В 1994 году перешел в клуб «Эль Насьональ», за который отыграл 10 сезонов. Большинство времени, проведенного в составе «Депортиво Эль Насьональ», был основным игроком команды. Завершил профессиональную карьеру футболиста выступлениями за команду в 2004 году.

## Карьера в сборной
В 1996 году дебютировал в официальных матчах в составе национальной сборной Эквадора. В течение карьеры в национальной команде, которая длилась семь лет, провел в форме главной команды страны 18 матчей.
В составе сборной был участником розыгрыша Кубка Америки 1997 года в Боливии, розыгрыша Кубка Америки 2001 года в Колумбии, чемпионата мира 2002 года в Японии и Южной Корее.